# Hegetotherium
Hegetotherium — вимерлий рід ссавців з раннього до середнього міоцену Аргентини (формації Chichinales, Collón Curá, Sarmiento та Santa Cruz) та Чилі (формація Río Frías), Південна Америка.

## Таксономія
Hegetotherium наразі обмежується типовим видом H. mirable, синонімами якого є H. convexum, H. anceps, H. minum, H. andinum, H. cerdasensis. "Hegetotherium" arctum раніше був віднесений до цього роду, але явно не є членом Hegetotheriidae. "Hegetotherium" novum раніше відносився до близькоспорідненого роду Prohegetotherium, але тепер вважається загалом відмінним від цього роду.